# Грегъри Норминтън
Грегъри Норминтън (на английски: Gregory Norminton) е британски писател. Той е роден през 1976 година в Аскът, Бъркшър. Завършва колежа Уелингтън в Бъркшир, след което учи в Оксфордския университет и в Лондонската академия за музикално и драматично изкуство.